# یوتون

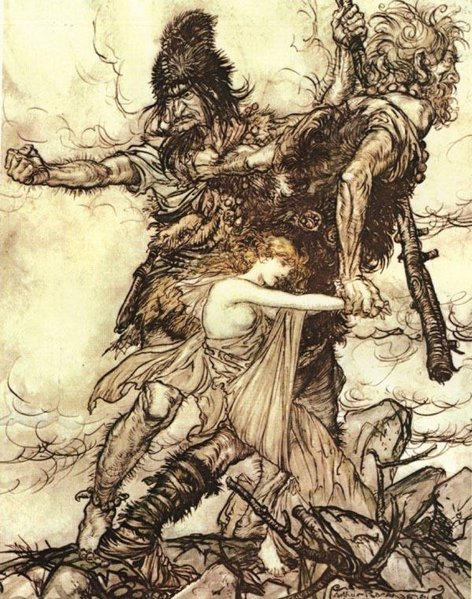
یوتون فافنیر و فازولت در حال بردن فریا. اثر آرتور راکهام و تصویرگری ریچارد واگنر

یوتون (به زبان نروژی باستان: Jötunn یا به صورت جمع jǫtunn) در اساطیر اسکاندیناوی، غول‌هایی از نژاد ارواح طبیعت و دارای نیروهای مافوق انسانی بودند که در یوتون‌هایم، یکی از نه بخش جهان در کیهان‌شناسی نورس زندگی می‌کردند. یوتون‌هایم توسط کوه‌های مرتفع و جنگل‌های انبود از میدگارد، سرزمین انسان‌ها جدا شده بود. این غول‌ها به چندین نوع مختلف تقسیم می‌شدند، اما غول‌های یخی جزو رایج‌ترین آن‌ها به‌شمار می‌رفتند. پایتخت یوتون‌هایم، شهر اوتگارد نام داشت و به عنوان دژ غول‌های یخی و همچنین خانه ایزد شرارت لوکی به‌شمار می‌رفت.
با کشته شدن یمیر، کل نژاد غولان یخی به‌جز دو تن در خونش غوطه‌ور گشتند و پس از آن نژاد جدیدی از غولان به وجود آمدند.